# Camaleones (película)
Camaleones (título original: Chameleons) es un telefilme estadounidense de acción y drama de 1989, dirigido por Glen A. Larson, que a su vez lo escribió junto a Stephen A. Miller, musicalizado por David E. Kole y los protagonistas son Crystal Bernard, Marcus Gilbert y Richard Burgi, entre otros. Este largometraje fue producido por Glen A. Larson Productions y se estrenó el 20 de diciembre de 1989.

## Sinopsis
Shelley investiga el homicidio de su tío, quiere saber quién lo mató, cuenta con la colaboración del enigmático compañero de su tío en la batalla contra el crimen.